# Reiner K. Huber
Reiner Konrad Huber (* 25. September 1935) ist ein deutscher Systemforscher (militärische Systemanalyse).

## Leben
Huber studierte von 1954 bis 1960 Maschinenbau und Luft- und Raumfahrttechnik an der Technischen Universität München und im Rahmen des Fulbright-Programms Industrial Engineering an der University of Texas. Er wurde zum Dr.-Ing. promoviert.
Danach war er drei Jahre Technischer Offizier bei der Luftwaffe. 1963 wurde er Operations Research Analyst bei IABG in Ottobrunn. Später leitete er die dortige Systems Studies Division. 1975 wurde er Professor für Angewandte Systemwissenschaft unter besonderer Berücksichtigung der Sicherheitspolitik am Institut für Angewandte Systemforschung und Operations Research, deren Sprecher er später war. Von 1981 bis 1986 war er Dekan und Mitglied des Senats. 2000 wurde er emeritiert.
Er war von 1979 bis 1983 Gastprofessor an der Naval Postgraduate School in Monterey, California sowie Gastdozent am Korean Institute of Defense Analyses in Seoul (1980), dem Royal Military College of Science in Shrivenham (1985) und dem Military Operations Research and Analysis Institute der Academy of Military Science in Beijing (1988). Er ist überdies Research Assistent bei Vector Research in Arbor, Michigan, Research Consultant der RAND Corporation in Santa Monica, California und Senior Fellow der Potomac Foundation in McLean, Virginia. Er arbeitete im Stearing Committee der Cornwallis Group und in der World Federation of Scientists mit. 1995 wurde er auswärtiges Mitglied der Russian Academy of Natural Science. Darüber hinaus wurde er Mitglied des International Institute for Strategic Studies, des Institute for Operations Research and the Management Sciences und der Operational Research Society.
Er war Berater der NATO und des Bundesministeriums der Verteidigung und leitete mehrere internationale Konferenzen.

## Schriften (Auswahl)
- mit Heinz Scheile, Hans W. Hofmann (Hrsg.): Waffensystemplanung. Systemtechnische Ansätze und Beiträge. Oldenbourg, München u. a. 1977, ISBN 3-486-21341-5.
- mit Johannes M. Dathe: Systemanalysen für die Luftrüstung. Oldenbourg, München u. a. 1978, ISBN 3-486-22871-4.
- mit Klaus Niemeyer, Hans W. Hofmann (Hrsg.): Operationsanalytische Spiele für die Verteidigung = Operational research games for defense. Oldenbourg, München u. a. 1979, ISBN 3-486-22991-5.
- (Hrsg.): Systems analysis and modeling in defense. Development, trends, and issues. [Based on a NATO Defense Research Group symposium in Modeling and Analysis of Defense Processes, held July 27 – 29, 1982, in Brussels, Belgium]. Plenum Press, New York u. a. 1989, ISBN 0-306-41609-3.
- (Hrsg.): Military stability. Prerequisites and analysis requirements for conventional stability in Europe. [Proceedings of a Scientific Symposium on Conventional Stability: Prerequisites and Analysis Requirements, held 10 – 13 October 1989, at the Universität der Bundeswehr München, Federal Republic of Germany]. Nomos, Baden-Baden 1990, ISBN 3-7890-2064-8.
- mit Rudolf Avenhaus (Hrsg.): International stability in a multipolar world. Issues and models for analysis. Nomos, Baden-Baden 1993, ISBN 3-7890-3009-0.
- mit Rudolf Avenhaus (Hrsg.): Models for security policy in the post-cold war era. Proceedings of a Scientific Symposium on Modeling and Analysis of Stability Problems in Multipolar International Systems, held 7-9 June 1995 at the Universität der Bundeswehr München. Nomos, Baden-Baden 1996, ISBN 3-7890-4287-0.
- mit Hans W. Hofmann (Hrsg.): Defense analysis for the 21st century. Issues, approaches, models. Proceedings of a seminar series on defense planning for the 21st century. New approaches for analysis and modeling held during the spring trimester 1998 at the Universität der Bundeswehr, München. Nomos, Baden-Baden 1999, ISBN 3-7890-6013-5.